# Aram Khalili
Aram Khalili, född 28 juli 1989 i Bukan, Iran är en norsk fotbollsspelare med kurdisk härkomst som spelar för FK Jerv. Khalili spelade säsongen 2010 för den svenska klubben Gais.

## Karriär
Khalili debuterade i Tippeligaen 2006, 17 år gammal, och har spelat för Norges U18- och U21-landslag. 2009 var han utlånad till Bryne FK.
2010 lånades Khalili ut till Gais. Han spelade sin första ligamatch med Gais i en bortamatch mot Örebro där han blev inbytt i 87:e minuten och ersatte Tommy Lycén. Innan matchen var över hade han både gjort mål och fått en varning.